# Station Langerød
Station Langerød is een station in Langerød in de Deense gemeente Fredensborg. Het station wordt bediend door treinen van de lijn Hillerød - Snekkersten - Helsingør (de Lille Nord), die sinds 2015 geëxploiteerd wordt door het particuliere fusiebedrijf Lokaltog A/S.